# Eunidia guttulata
Eunidia guttulata är en skalbaggsart som först beskrevs av Charles Coquerel 1851.  Eunidia guttulata ingår i släktet Eunidia och familjen långhorningar.
Artens utbredningsområde är:
- Benin.
- Madagaskar.
- Malawi.
- Rwanda.
- Zimbabwe.

Inga underarter finns listade i Catalogue of Life.